# As-Siba’ijja
As-Siba’ijja – miasto w Egipcie, w muhafazie Asuan. W 2006 roku liczyło 15 507 mieszkańców.